# Grallaria eludens
El tororoí del Ucayali (Grallaria eludens), también denominado tororoi evasivo (en Perú) o chululú elusivo, es una especie de ave paseriforme perteneciente al numeroso género Grallaria  de la familia Grallariidae, anteriormente incluido en Formicariidae. Es nativo de la Amazonia occidental en América del Sur.

## Distribución y hábitat
Se encuentra en las tierras bajas del este de Perú (Ucayali y Madre de Dios) y adyacente Brasil (Acre).
Es raro y aparentemente local en el suelo o cerca de él, en hábitats de selvas húmedas de “terra firme” o de transición, hasta los 500 m s. n. m. de altitud.